# Eoliska öarna
Eoliska öarna (italienska: Isole Eolie), eller Lipariska öarna, är en vulkanisk ögrupp i Tyrrenska havet, norr om Sicilien. Ögruppen har en yta på 117 km², en befolkning på 13 700 invånare (2010)  och består av 7 större öar, där öarna Stromboli och Vulcano har aktiva vulkaner. 2000 upptogs ögruppen på Unescos världsarvslista.

## Historia
Aiolia var enligt den antika mytologin vindguden Aiolos hemvist. Därav namnet på ögruppen. Vergilius identifierade ön Lipari med mytens Aiolia.
På grund av den rikliga mängden obsidian blomstade handeln på öarna redan 5000–3000 f. Kr. På ön Lipari finns rester av obsidianhanteringen.
Under bronsåldern blev ögruppen en handelsstation för mykenska sjöfarare. Greker från Knidos och Rhodos grundade bosättningen Lipara på Lipari omkring 575 f. Kr. Den rika staden intogs 304 f. Kr. av Agathokles och under det första puniska kriget utgjorde staden en flottbas för Karthago, varefter den tillföll Rom 251 f. Kr.
Under tidig medeltid erövrades öarna av araber, och under 1000-talet erövrades öarna av normanderna. De Eoliska öarna bytte ofta överhöghet fram till 1400-talet då Ferdinand II förenade dem med Sicilien.

## Geografi

### Geologi
De Eoliska öarna är ett enastående exempel på vulkaniska aktivitet med nybildning och förstörelse av öar. Öarna ha studerats sedan 1700-talet och lämnat spår i vulkanologin där två av ögruppens öar fått ge namn till två typer av vulkanutbrott, strombolitypen respektive vulkanotypen. Öarnas vukaniska aktivitet är skälet till världsarvslistningen.

### Öar
De sju största och bebodda öarna är:
- Lipari är den både till befolkning och ytan största ön.[2]
- Salina är den näst största ön i gruppen (27 km²) och den högsta av dem (962 m ö.h.). Ön består av sex utdöda vulkaner. Befolkningen är den näst största inom ögruppen.[6]
- Vulcano  är den sydligaste av de Lipariska öarna (21 km²). Ön har en aktiv vulkan, som hade sitt senaste större utbrott 1888–1890.[7]
- Stromboli är den nordligaste ön i ögruppen (13 km²). Ön har en aktiv vulkan (926 m ö.h.) med ständig aktivitet i form av regelbundna explosiva men småskaliga utbrott, med ett sken som syns långt nattetid.[8]
- Filicudi
- Alicudi
- Panarea

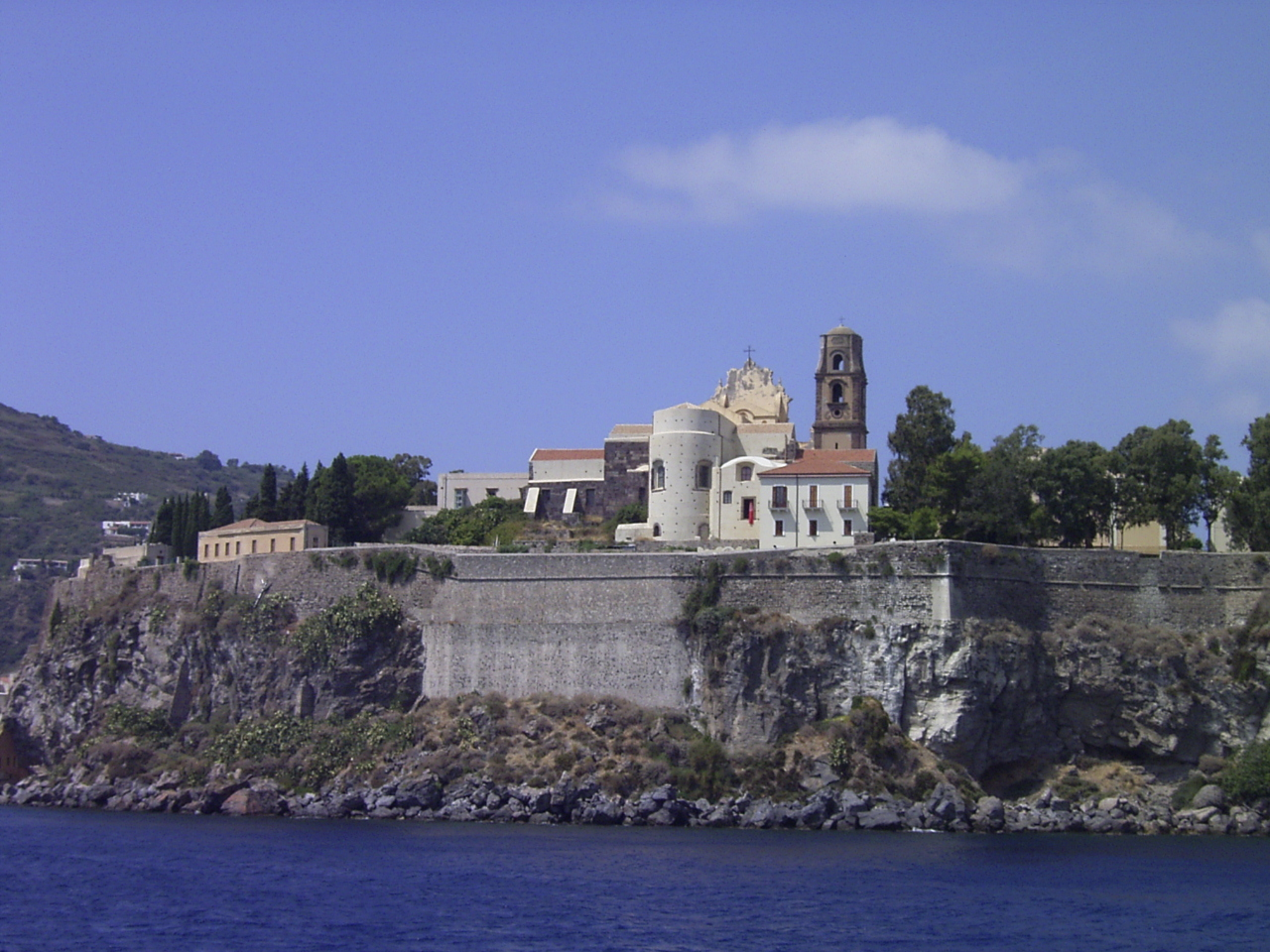
Orten Lipari på ön Lipari.
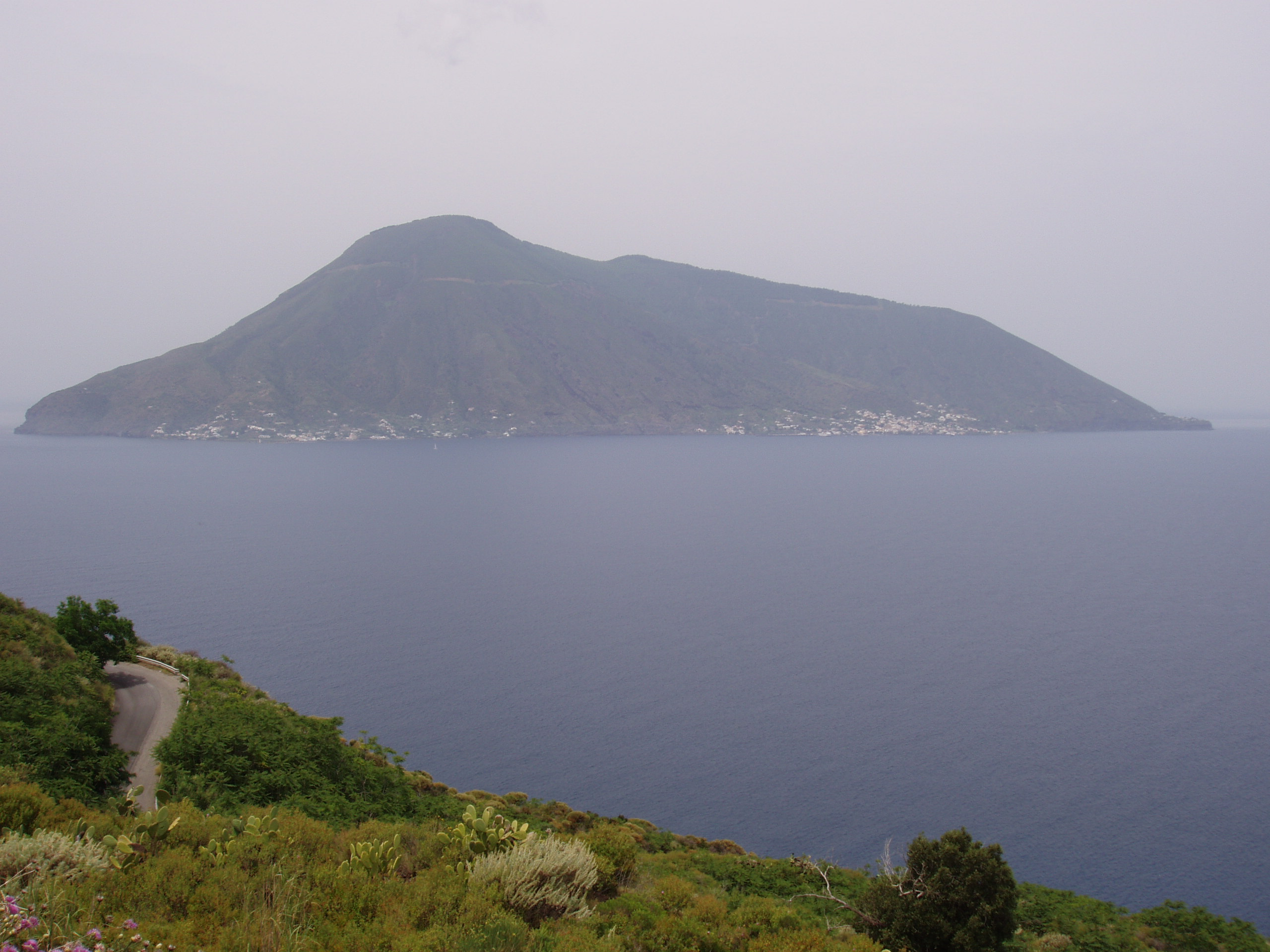
Salina sedd från Lipari.
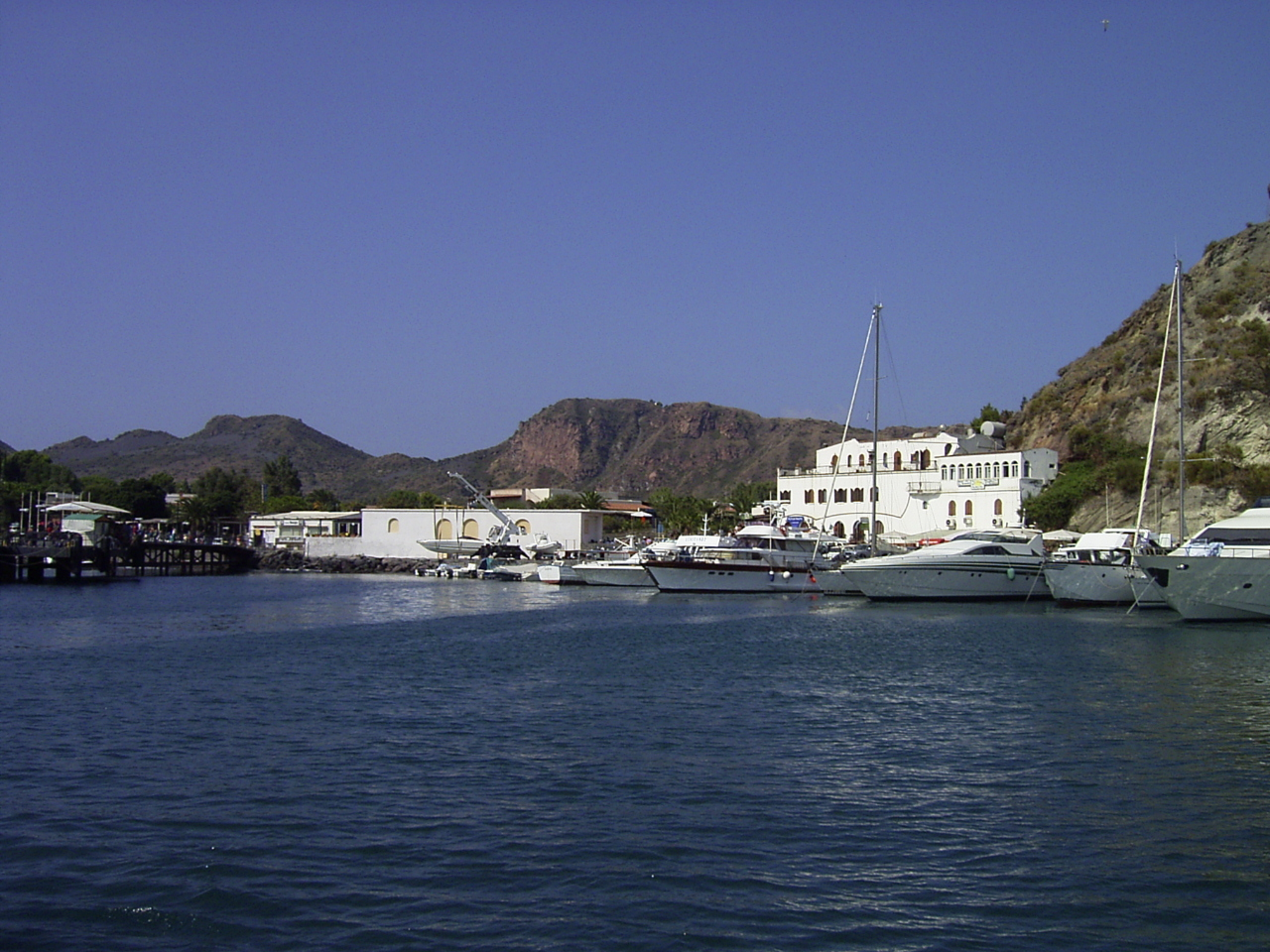
Hamnen på Vulcano.
Vulkanutbrott på Stromboli.

## Ekonomi
Särskilt ön Stromboli med den ständigt aktiva vulkanen lockar turister till ögruppen. Pimpsten bryts och exporteras från öarna och på Stromboli finns det alungruvor. Den viktigaste jordbruksprodukten är vin - Malvasia delle Lipari. Dessutom odlas oliver och frukt.